# Земля Пири
Земля́ Пи́ри (дат. Peary Land) — полуостров на крайнем севере Гренландии, между заливами Виктория-фьорд и Индепенденс-фьорд. Омывается с севера морем Линкольна и Северным Ледовитым океаном.

Земля Пири на карте Гренландии

Протяжённость полуострова с запада на восток составляет 375 км. Рельеф преимущественно горный, максимальная высота — 1920 м. Побережье расчленено фьордами (крупнейший — Фредерик-Хайд-фьорд). Западная часть (Земля Нэрса) и наиболее возвышенные части гор Рузвельта и Ганс-Эгеде покрыты ледниками. На полуострове находится самый северный мыс Гренландии — Моррис-Джесуп.
Полуостров был назван в честь американского полярного исследователя Роберта Пири, исследовавшего эту территорию в 1890 годы и посчитавшего её островом, якобы отделённым от Гренландии узким проливом — глубокие фьорды, ограничивающие полуостров с запада и с востока, американец принял за части пролива. В последующем предположение о существовании водной артерии, получившей название пролив Пири, весьма серьезно воспринималось многими географами и исследователями, и было дезавуировано только в 1910-е годы по итогам работы нескольких научных экспедиций.